# Методиев, Димитр

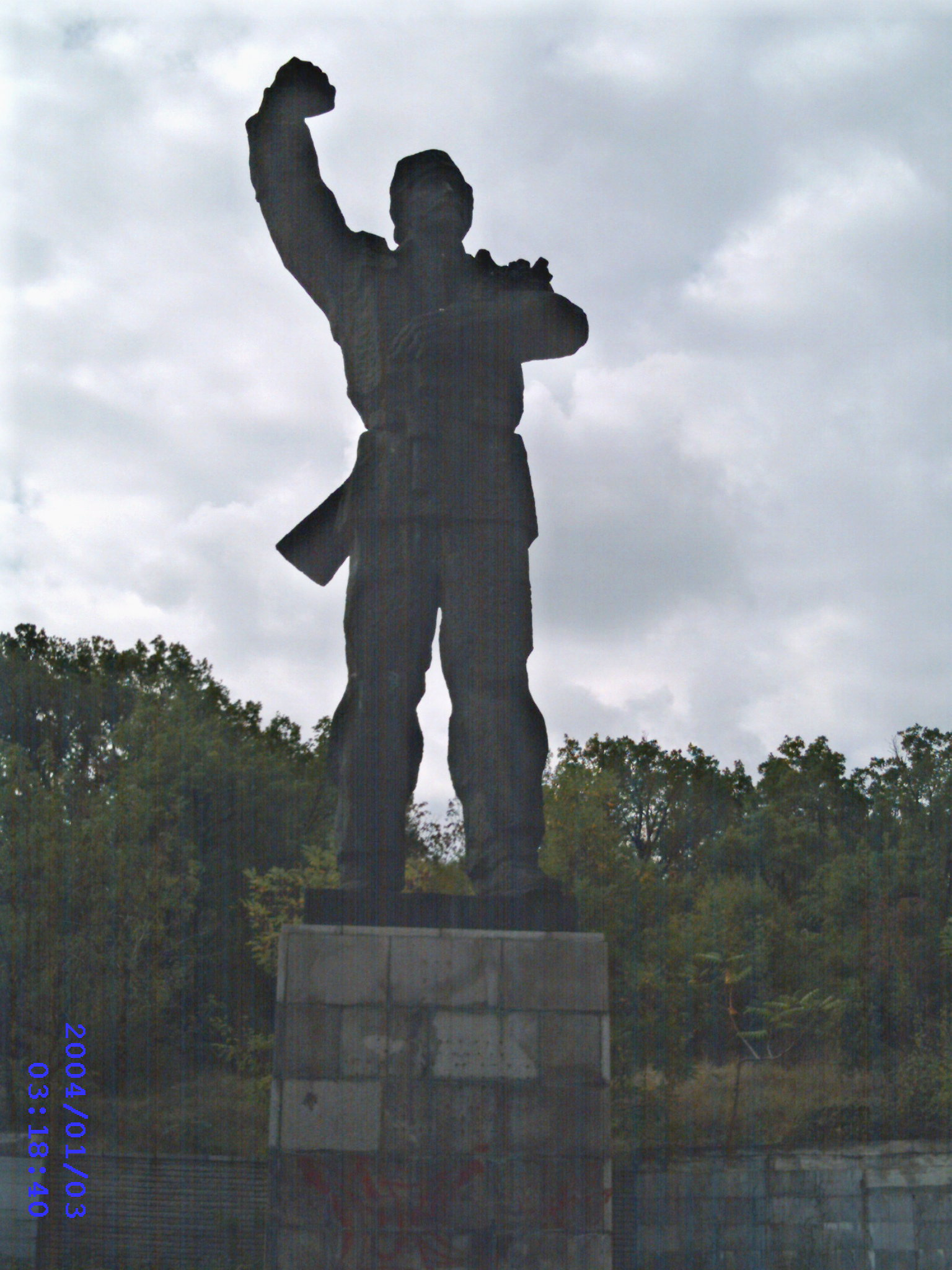
Белово. Памятник Александру Пипонкову, командиру партизанского отряда, участником которого был Димитр Методиев. Позади на постаменте высечены имена погибших партизан и строки из стихотворения Методиева «Болгарской коммунистической партии».

Димитр Христов Методиев (болг. Димитър Христов Методиев известный так же под псевдонимим Сотир болг. Сотир; 11 сентября 1922, Белово, Болгария — 19 июня 1995, София) — болгарский поэт, переводчик и партийный деятель

## Жизнеописание
Димитр Методиев родился в крестьянской семье. Ещё школьником (с 1937 года) он был активным членом Рабочего молодёжного союза. В 1941 году окончил среднее сельскохозяйственное училище в городе Садово, а с 1941-го по 1944 учился на агрономическом факультете Софийского университета. Во время Второй мировой войны участвовал в Коммунистическом движении сопротивления в Болгарии. В 1944 году под руководством Александра Пипонкова Методиев воевал в партизанском отряде имени Ангела Кинчева — болгарского революционера. В этом же году поступил в Болгарскую коммунистическую партию (БКП). В 1948-м стал студентом факультета журналистики Свердловского университета. В 1953 году окончил Литературный институт имени Максима Горького. В 1953—1958 был редактором литературного и общественно-политического журнала «Наша Родина». В 1958—1960 и 1961—1966 годах Методиев работал заместителем главного редактора соответственно в журнале «Септември» и газете «Работническо дело» — центральном органе БКП. С 1966-го занимал должность главного редактора журнала «Наша Родина». Был членом Союза болгарских писателей. В 1969 году получил звание «Заслуженный деятель искусства и культуры Болгарии», а в 1974-м — «Народный деятель искусства и культуры Болгарии». В 1976 году Методиев вошёл в состав Центрального комитета БКП.
Первые стихи Методиев написал ещё 15-летним школьником. Принадлежал к направлению соцреализма, в деле коммунистического переустройства мира ведущее место отдавал России. Это особенно проявляется в дебютной книге Методиева — сборнике «На штурм!», которая вышла в 1945 году. Как и в романе в стихах о борьбе болгарской коммунистической молодёжи «Димитровское племя» (1951), отмеченного Димитровской премией, сборнике «О времени и о себе» (1963, Димитровская премия 1964 года). Советской России посвящена в том числе поэма «Страна грёз» (болг. Страна на мечтите, 1956) и сборник «Песня о России» (болг. Песен за Русия, 1967). В таких стихах и сборниках, как «Замыкание круга» (1967), «Стихотворения и маленькие поэмы» (1968), «И все вновь будет повторяться» (1975) и других, Методиев показал себя мастером слова и тонким лириком. Есть у него произведения, исполненные глубокой грустью, сожалением о молодости, образами болгарской природы и провинции. Стихи Методиева послужили текстами песен — как политических, так и лирических — для известных болгарских исполнителей, в частности Бисера Кирова.
Произведения Методиева переведены на многие языки. На русском языке вышли книги «Младое поколение» (М., 1954), «Солнечное притяжение» (М., 1967), «Монолог в пути» (М., 1975), «Избранное» (М., 1987). Димитр Методиев известен также как выдающийся переводчик русских (Александр Сергеевич Пушкин, Михаил Лермонтов, Николай Некрасов, Владимир Маяковский, Александр Твардовский) и украинских (Тарас Шевченко, Иван Франко, Платон Воронько, Дмитрий Белоус) писателей.

## Произведения
- «На штурм!» («На щурм!», 1945)
- «Димитровское племя» («Димитровско племе», 1951)
- «Страна грёз» («Страна на мечтите», 1956)
- «Стихотворения» («Стихотворения», 1961)
- «О времени и о себе» («За времето и за себе си», 1963)
- «Не из земли» (1965)
- «Замыкание круга» («Затваряне на кръга», 1967)
- «Песня о России» («Песен за Русия», 1967)
- «Стихотворения и маленькие поэмы» («Стихотворения и малки поеми», 1968)
- «Великое переселение» (1970)
- «Стихотворения» («Стихотворения», София, Български писател, 1972)
- «Избранное» («Избрано», София, 1972)
- «И вновь всё будет повторяться» («И всичко пак ще се повтаря», 1975)
- «Монологи в дороге» (1975)
- «Когда Батак восстал» («Когато Батак въстана», Пловдив, 1976)
- «В час осенней ясности» («В часа на есенната яснота», 1977)
- «И запах сладкий…» («И мирис сладък…», 1980)
- «Реки, из которых я пил воду» («Реките, от които пих вода», 1985)
- «Лирический дневник» («Лиричен дневник», 1988)
- «Стихотворения» («Стихотворения», Българска книжница, 2012)

## Награды
- 1952 — Димитровская премия: роман в стихах «Димитровское племя»
- 1964 — Димитровская премия: за сборник «О времени и о себе»
- 1974 — Литературная премия имени Максима Рыльского: «за художественный перевод „Кобзаря“ Т. Г. Шевченко на болгарский язык»
- 1982 — Французская премия «Солензара»
- 1985 — Премия имени Николы Фурнаджиева
- Почетный гражданин Пазарджика